# Університет Ліберті
Університет Ліберті (англ. Liberty University) —  приватний американський університет християнської євангельської баптистської конгрегації. Знаходиться в місті Лінчберг у штаті Вірджинія. Входить до Асоціації Південних баптистських коледжів і шкіл (Association of Southern Baptist Colleges and Schools).

## Загальний опис
Університет заснував баптистський проповідник Джеррі Фолвелл під назвою «Lynchburg Baptist College» у 1971 році. У 1994 році коледж отримав статус університету та свою нинішню назву.
Університет проповідує доктрину консервативного євангелічного християнства. Першокурсники зобов'язані взяти три курси з вивчення Біблії та християнства у свій перший рік навчання.
Академічний кодекс честі університету, відомий під назвою «Шлях свободи» («Liberty Way»), забороняє не лише половий акт до шлюбу, а й особисті стосунки між студентами/співробітниками протилежної статі.
Університет вважається «бастіоном правого християнства» в американській політиці та є «кузнею кадрів» для консервативних республіканців.